# 井出川橋
井出川橋（いでがわはし）は、福島県双葉郡楢葉町を流れる二級河川井出川にかかる道路橋である。同名の橋梁が複数存在する。鉄道橋梁としてはJR常磐線井手川橋梁が存在する。

## 常磐自動車道
E6 北緯37度17分35.7秒 東経140度59分1.4秒
- 全長：738.0 m[1]
  - 主径間：60.0 m
- 幅員：9.770 m
- 形式：11径間PC連続箱桁橋
- 竣工：2003年（平成15年）
- 施工：オリエンタル白石・日本ピーエス共同企業体[2]

常磐自動車道ならはパーキングエリア - 常磐富岡インターチェンジ間にある橋梁で、南詰は井出字八石、北詰は上繁岡字苅集に位置する。井手川と右岸の福島県道35号いわき浪江線、福島県道250号下川内竜田停車場線と交差する。井手川が形成する低地を山から山へ跨ぎ、全長は738.0 mと福島県内の道路橋の中で第8位の長さを誇る。橋上は上下対面通行の暫定2車線で供用されている。
当橋梁は同路線の木戸川橋と合わせ、品質・安全性・経済性の向上、工期短縮、環境保全を目的とし、工場やヤードで分割して制作したプレキャストセグメントを架橋地点で接合するプレキャストセグメント工法が採用された。また片持梁や支母工に比べスピードに優れるスパンバイスパン架設工法が用いられた。2004年（平成16年）4月14日に広野インターチェンジ - 常磐富岡インターチェンジ間延伸開通に伴い供用が開始されたが、2011年（平成23年）3月11日に発生した東日本大震災とそれに伴う福島第一原子力発電所事故による警戒区域設定のために通行止めとなり、2014年（平成26年）2月11日に同区間の再開通が行われ、供用が再開された。

## 国道6号
北緯37度17分24秒 東経140度59分31.8秒
- 全長：64.5 m
  - 主径間：31.6 m
- 幅員：8.5 m
- 形式：2径間鋼単純鈑桁橋
- 竣工：1963年（昭和38年）[4]

国道6号の236.3キロメートル (km) 地点にある橋梁であり、南詰は井出字木屋下、北詰は井出字荻平に位置する。橋の南側で福島県道250号下川内竜田停車場線と立体交差する井出跨道橋の接続路と交差する。歩行者の安全性向上のため2010年（平成22年）に全長72.5 m、幅員1.8 mの歩道橋が架設された。

## 福島県道244号小塙上郡山線
北緯37度17分13.9秒 東経141度0分11.2秒
- 全長：89.960 m
  - 主径間：27.020m
- 幅員：6.0（11.0） m
- 形式：3径間PC連結ポステンT桁橋
- 竣工：2004年（平成16年）[6]

JR竜田駅北側にて井出川を渡り、南詰は井出字五里内、北詰は井出字向ノ内に位置する。付近の上流側にはJR常磐線井出川橋梁がかかる。橋上は上下対向2車線で供用されており、下り線側に幅員3.5mの歩道が設置されている。旧来の陸前浜街道の橋梁であり、古くから架橋が行われていた。

### 沿革
- 1891年8月 - 全長73m、幅員5.1mの木橋が架けられる[7]。
- 1915年8月 - 全長78m、幅員4.5mの木橋が架けられる[8]。
- 1930年1月8日 - 全長109m、径間12.1m、幅員7mの9径間桁橋が架けられる[9]。
- 1946年 - 全長109m、幅員6.7mの橋梁が架けられる[10]。
- 2004年 - 現在の橋梁が竣工する。

旧橋梁の幅員が狭小であり、老朽化により主桁や床版の損傷も激しくなってきたことから当県道のバイパス事業である井出工区の建設と合わせ現在の橋梁へ架け替えられた。総工費は3億4200万円。旧橋梁は撤去され、現在は旧道の県道指定も外されている。